# Jo Hye-ryun
Jo Hye-ryun (29 de mayo de 1970) es una comediante surcoreana. Fue parte del elenco del programa de variedades Ley de la jungla W.

## Filmografía

### Programas de  televisión
| Año  | Título         | Canal | Rol    | Ref.  |
| ---- | -------------- | ----- | ------ | ----- |
| 2022 | Curling Queens | MBC   | Elenco | [ 2 ] |